# Liste präkolumbischer Ruinen in Mexiko
Die Liste enthält vorzugsweise präkolumbische archäologische Stätten in Mexiko außerhalb der Maya-Kultur, an denen Ausgrabungen und meist auch Rekonstruktionsarbeiten stattgefunden haben. Die meisten der genannten Ruinenstätten sind offiziell für Besucher geöffnet. Die Liste ist alphabetisch nach den Namen der Fundorte geordnet, kann aber auch nach den mexikanischen Bundesstaaten und den nahe gelegenen größeren Orten sortiert werden. Die Ruinenstätten in Mexiko werden von einer staatlichen Behörde, dem Instituto Nacional de Antropología e Historia (INAH) betreut. Die Fundstätten der Mokaya-Kultur sind noch nicht in die nachfolgende Liste eingearbeitet.
Die Zeitangaben entsprechen den üblichen Begriffen der mesoamerikanischen Chronologie.
Die Ruinenstätten der Maya-Kultur finden sich in der Liste der Maya-Ruinen.
| Name                     | Staat            | nahe                        | Zeitstellung           | Kurzbeschreibung                                                                    | Bild |
| ------------------------ | ---------------- | --------------------------- | ---------------------- | ----------------------------------------------------------------------------------- | ---- |
| Acozac                   | México           | Ixtapaluca                  | Späte Postklassik      | Kleiner Palast                                                                      |      |
| Altavista                | Zacatecas        | Chalchihuites               | Klassik                | Observatorium nahe dem Wendekreis                                                   |      |
| Balcón de Montezuma      | Tamaulipas       | Ciudad Victoria             | Klassik – Postklassik  |                                                                                     |      |
| Cacaxtla                 | Tlaxcala         | Puebla                      | Klassik                | Große Wandmalereien                                                                 |      |
| Calixtlahuaca            | México           | Toluca                      | Klassik-Postklassik    | Rundtempel                                                                          |      |
| Cantona                  | Puebla           | Libres                      |                        | Große Stadt auf Lavafeld, viele Ballspielplätze                                     |      |
| Castillo de Teayo        | Veracruz         | Poza Rica                   | Postklassik            | Pyramide mit gut erhaltenem Tempel                                                  |      |
| Cempoala                 | Veracruz         | Cardel                      | Postklassik            | Viele Tempel, einige Wandmalereien                                                  |      |
| Cerro de la Campana      | Oaxaca           | Sto. Domingo de Morelos     |                        |                                                                                     |      |
| Cerro de la Estrella     | Distrito Federal | Metro: Cerro de la Estrella | Postklassik            | Schauplatz der Neufeuer-Zeremonie der Azteken                                       |      |
| Cerro de las Minas       | Oaxaca           | Huajuapan de León           | Postklassik            |                                                                                     |      |
| Chalcatzingo             | Morelos          | Cuautla                     | Präklassik             | Felsreliefs                                                                         |      |
| Chapultepec              | Distrito Federal | Metro Chapultepec           | Postklassik            | Felsbild des letzten Azteken-Herrschers                                             |      |
| Chimalacatlan            | Morelos          | Cuautla                     | Präklassik             | Plattformen und Ballspielplatz                                                      |      |
| Cholula                  | Puebla           | San Andrés Cholula          | Präklassik-Postklassik | Riesige Pyramide                                                                    |      |
| Coatetelco               | Morelos          | Cuernavaca                  | Klassik                | Kleiner Ort mit Ballspielplatz                                                      |      |
| Complejo Huapoca         | Chihuahua        | Madera                      | Postklassik            | Höhlenhäuser                                                                        |      |
| Cuarenta Casas           | Chihuahua        | Madera                      | Postklassik            | Höhlenhäuser                                                                        |      |
| Cuetlajuchitlán          | Guerrero         | Iguala                      | Präklassik             | Stadt auf Hügel mit gemauerten Straßen                                              |      |
| Cueva de la Olla         | Chihuahua        | Casas Grandes               | Postklassik            | Höhlensiedlung                                                                      |      |
| Cueva Grande             | Chihuahua        | Madera                      | Postklassik            | Höhlensiedlung                                                                      |      |
| Cuicuilco                | Distrito Federal |                             | Präklassik             | Rundpyramide in Lavafeld                                                            |      |
| Cuyuxquihui              | Veracruz         | El Tajin / Papantla         | Postklassik            | Tempelpyramiden und Ballspielplatz                                                  |      |
| Dainzú                   | Oaxaca           | Oaxaca de Juárez            | Präklassik             |                                                                                     |      |
| El Cerrito               | Querétaro        | Querétaro                   | Späte Klassik          | Sehr große Pyramide                                                                 |      |
| El Conde                 | México           |                             |                        |                                                                                     |      |
| El Tajín                 | Veracruz         | Papantla                    | Klassik                | Großes Zeremonialzentrum mit eigenartigem Baustil                                   |      |
| El Teúl                  | Zacatecas        | Teúl de González Ortega     |                        | Bergfestung                                                                         |      |
| El Vallecito             | Baja California  |                             |                        |                                                                                     |      |
| El Xihuingo              | Hidalgo          | Tepeapulco                  | Klassik                | Pyramide auf Bergspitze                                                             |      |
| El Zapotal               | Veracruz         | Ignacio de la Llave         | Späte Klassik          |                                                                                     |      |
| Filobobos                | Veracruz         | Teziutlan                   | Klassik                | Mehrere Zentren in engem Tal                                                        |      |
| Guachimontones           | Jalisco          | Guadalajara                 |                        | Ringförmige Bauten                                                                  |      |
| Guiengola                | Oaxaca           | Tehuantepec                 | Postklassik            | Großes Zentrum, nicht ausgegraben                                                   |      |
| Huamango                 | México           | Acambay                     | Frühe Postklassik      | Kleines Zeremonialzentrum                                                           |      |
| Huamelulpan              | Oaxaca           | Teposcolula                 | Präklassik             | Plattformen mit sehr frühen Inschriften                                             |      |
| Huandacareo              | Michoacán        | Cuitzeo                     | Postklassik            |                                                                                     |      |
| Huapalcalco              | Hidalgo          | Tulancingo                  | Klassik                | Kleines Zeremonialzentrum                                                           |      |
| Huatusco                 | Veracruz         | Córdoba                     | Postklassik            | Guterhaltene Tempelpyramide aus aztekischer Zeit                                    |      |
| Huexotla                 | México           | Texcoco                     | Postklassik            | Palast und hohe Mauer                                                               |      |
| Huitzo                   | Oaxaca           | Etla                        | Postklassik            | Postklassik                                                                         |      |
| Ihuatzio                 | Michoacán        | Pátzcuaro                   | Postklassik            | Doppelpyramide, Hofkomplex                                                          |      |
| Ixtlán del Río           | Nayarit          | Tepic                       | Postklassik            | Palast und Runder Tempel                                                            |      |
| Izapa                    | Chiapas          | Tamazulapan                 | Präklassik             | Bedeutende Stätte mit vielen Stelen                                                 |      |
| La Ferrería              | Durango          |                             |                        |                                                                                     |      |
| La Mojarra               | Veracruz         |                             | Präklassik             | mehrere Stelen, darunter die berühmte Stele 1 mit zwei Long-Count-Daten             |      |
| La Pintada               | Sonora           |                             |                        | Felsmalereien                                                                       |      |
| La Quemada               | Zacatecas        | Zacatecas                   | Klassik                | Ummauerte Stadt bzw. Bergfestung mit Säulenhallen                                   |      |
| La Venta                 | Tabasco          | Coatzacoalcos               | Präklassik             | Olmekische Monumente                                                                |      |
| Lambityeco               | Oaxaca           | Oaxaca de Juárez            | Postklassik            |                                                                                     |      |
| Las Flores               | Tamaulipas       |                             |                        |                                                                                     |      |
| Las Pilas                | Morelos          | Jonacatepec                 | Klassik – Postklassik  |                                                                                     |      |
| Las Ranas                | Querétaro        | San Joaquín                 |                        | Befestigter Ort auf Bergrücken                                                      |      |
| Los Melones              | México           |                             |                        |                                                                                     |      |
| Los Reyes Acaquilpan     | México           | Texcoco                     |                        |                                                                                     |      |
| Malinalco                | México           | Tenancingo de Degollado     | Späte Postklassik      | Aus dem Felsen herausgehauener Rundtempel                                           |      |
| Malpasito                | Tabasco          |                             | Postklassik            | Plätze und Baufundamente auf unterschiedlichem Niveau, Ballspielplatz, keine Tempel |      |
| Mitla                    | Oaxaca           | Mitla                       | Postklassik            | Paläste mit Steinmosaik                                                             |      |
| Mixcoac                  | Distrito Federal | Metro Mixcoac               | Postklassik            |                                                                                     |      |
| Mixquiahuala             | Hidalgo          |                             | Späte Postklassik      | Kleine Pyramide im modernen Friedhof                                                |      |
| Monte Albán              | Oaxaca           | Oaxaca de Juárez            | Präklassik-Klassik     | Große Stadt, Zeremonialbauten auf Bergrücken                                        |      |
| Ocotelulco               | Tlaxcala         | Tlaxcala                    | Späte Postklassik      | Wandmalereien                                                                       |      |
| Ocoyoacac                | México           |                             |                        |                                                                                     |      |
| Olintepec                | Morelos          | Cuautla                     | Präklassik             |                                                                                     |      |
| Paquime                  | Chihuahua        | Casas Grandes               | Postklassik            |                                                                                     |      |
| Paxil                    | Veracruz         | Misantla                    | Klassik                |                                                                                     |      |
| Plazuelas                | Guanajuato       | Penjamo                     | Späte Klassik          | Tempelkomplex                                                                       |      |
| Quiahuiztlan             | Veracruz         | Cardel                      | Postklassik            | Miniaturtempel                                                                      |      |
| Rincón Colorado          | Coahuila         |                             |                        |                                                                                     |      |
| San Felipe los Alzati    | Michoacán        | Zitácuaro                   | Späte Postklassik      | Pyramiden und Höfe                                                                  |      |
| San José Mogote          | Oaxaca           | Oaxaca de Juárez            | Präklassik             | Pyramide und Funde im olmekischen Stil                                              |      |
| San Lorenzo Tenochtitlán | Tabasco          | Acayucan                    | Präklassik             | Olmekische Monumente                                                                |      |
| San Miguel Ixtapan       | México           | Tejupilco de Hidalgo        |                        |                                                                                     |      |
| Santa Cecilia Acatitlán  | México           |                             | Späte Postklassik      | Kleine Doppelpyramide, stark restauriert                                            |      |
| Tamohi/ El Consuelo      | San Luis Potosí  | Tamuín                      | Postklassik            | Pyramiden und Altar mit Malerei im Codex-Stil                                       |      |
| Tamtoc                   | San Luis Potosí  | Tamuín                      | Frühe Postklassik      | Erdpyramiden und andere Strukturen sowie Steinreliefs                               |      |
| Tancama                  | Querétaro        | Jalpan de Serra             | Epiklassik             |                                                                                     |      |
| Tecoaque                 | Tlaxcala         | Calpulalpan                 | Postklassik            | Ausgedehnte Wohnsiedlung                                                            |      |
| Tehuacalco               | Guerrero         |                             | Postklassik            | Pyramidensockel und Paläste                                                         |      |
| Templo Mayor             | Distrito Federal | Metro: Zócalo               | Postklassik            | Zentraler Tempel der Azteken                                                        |      |
| Tenayuca                 | México           |                             | Postklassik            | Doppeltempel mit Schlangenreihe                                                     |      |
| Teopantecuanitlan        | Guerrero         | Iguala                      | Präklassik             | Reliefs im olmekischen Stil                                                         |      |
| Teopanzolco              | Morelos          | Cuernavaca                  | Späte Postklassik      | Großer Doppeltempel                                                                 |      |
| Teotenango               | México           | Toluca                      | Späte Klassik          | Große Stadt auf Lavafeld                                                            |      |
| Teotihuacán              | México           |                             | Klassik                | Größte Stadt des Alten Amerika                                                      |      |
| Tepapayeca               | Puebla           | Izucar de Matamoros         | Postklassik            | Pyramide                                                                            |      |
| Tepatlaxco               | Puebla           | S. Martín Texmelucan        | Postklassik            | Pyramiden                                                                           |      |
| Tepeapulco               | Hidalgo          |                             | Klassik                |                                                                                     |      |
| Tepeji el viejo          | Puebla           | Tepexi de Rodríguez         | Postklassik            | Festungsanlage                                                                      |      |
| Tepozteco                | Morelos          | Tepoztlan                   | Späte Postklassik      | Tempel auf Felssporn                                                                |      |
| Tetzcotzingo             | México           | Texcoco                     | Späte Postklassik      | Wasserspiele um Bergrücken                                                          |      |
| Tingambato               | Michoacán        | Pátzcuaro                   | Postklassik            | Pyramiden und Höfe                                                                  |      |
| Tizatlan                 | Tlaxcala         | Tlaxcala                    | Späte Postklassik      | Wandmalereien                                                                       |      |
| Tlalcozotitlan           | Guerrero         |                             |                        |                                                                                     |      |
| Tlapacoya                | México           | Ixtapaluca                  | Präklassik             | Kleine Plattformen                                                                  |      |
| Tlatelolco               | Distrito Federal |                             | Postklassik            | Tempel und Markt von Tlatelolco                                                     |      |
| Toluquilla               | Querétaro        | San Joaquín                 | Späte Klassik          | Befestigter Ort auf Bergrücken                                                      |      |
| Totimehuacan             | Puebla           | Puebla                      | Präklassik             | Pyramide mit innenliegendem Wasserheiligtum                                         |      |
| Tres Cerritos            | Michoacán        | Cuitzeo                     | Postklassik            | Plattformen und Höfe                                                                |      |
| Tres Zapotes             | Veracruz         | San Andrés Tuxtla           | Präklassik             | Olmekische Monumente                                                                |      |
| Tula                     | Hidalgo          |                             | Frühe Postklassik      | Zentrum der Tolteken                                                                |      |
| Tzintzuntzan             | Michoacán        |                             | Späte Postklassik      | Taraskische Pyramiden (Yacatas)                                                     |      |
| Xaaga                    | Oaxaca           | Mitla                       | Postklassik            |                                                                                     |      |
| Xiutetelco               | Puebla           | Teziutlán                   |                        | Unausgegrabene Pyramiden im Ort                                                     |      |
| Xochicalco               | Morelos          | Cuernavaca                  | Frühe Postklassik      | Zeremonialzentrum mit Observatorium, Federschlangenpyramide                         |      |
| Xochitécatl              | Tlaxcala         | Puebla                      | Klassik                | Große Pyramide auf Berggipfel                                                       |      |
| Yagul                    | Oaxaca           | Oaxaca                      | Postklassik            | Palast, Ballspielplatz, Grabkammern                                                 |      |
| Yautepec                 | Morelos          | Yautepec                    | Postklassik            | Palastplattform, Siedlung                                                           |      |
| Yohualichan              | Puebla           | Cuetzalan                   |                        | Bauten im Stil von El Tajín                                                         |      |
| Yucuita                  | Oaxaca           | Asunción Nochixtlán         | Präklassik             | Großes Zentrum sporadisch ausgegraben                                               |      |
| Zaachila                 | Oaxaca           | Oaxaca                      | Postklassik            | Grabkammern mit Stuckreliefs                                                        |      |